# 福岡県道728号南久留米停車場線
福岡県道728号南久留米停車場線（ふくおかけんどう728ごう みなみくるめていしゃじょうせん）は、福岡県久留米市を通る一般県道である。

## 概要
久留米市野中町から久留米市諏訪野町に至る。JR九州久大本線 南久留米駅と国道3号を結ぶ停車場線で実延長距離はとても短い。また、終点付近に位置する諏訪野町一丁田交差点は国道3号と福岡県道752号藤山国分一丁田線・福岡県道753号一丁田久留米停車場線が交差するために特に南久留米停車場線から国道3号方面に進路変更するのが大変難しく、時間が掛かるため渋滞が発生しやすい。

### 路線データ
- 起点：福岡県久留米市野中町（JR九州久大本線 久大本線 南久留米駅前）
- 終点：福岡県久留米市諏訪野町（諏訪野町一丁田交差点、国道3号交点）

## 路線状況

### 道路施設

#### 橋梁
- 諏訪野町橋（久留米市）

## 地理

### 通過する自治体
- 久留米市

### 交差する道路
| 交差する道路           | 交差する場所 | 交差する場所                |
| ---------------------- | ------------ | --------------------------- |
| 国道3号 国道325号 重複 | 諏訪野町     | 諏訪野町一丁田交差点 / 終点 |

### 沿線
- JR九州久大本線 南久留米駅